# 21160 Saveriolombardi
21160 Saveriolombardi (tên chỉ định: 1993 TJ) là một tiểu hành tinh vành đai chính. Nó được phát hiện bởi Antonio Vagnozzi ở Santa Lucia Stroncone Astronomical Observatory ở Stroncone, Italy, ngày 10 tháng 10 năm 1993. Nó được đặt theo tên Saverio Lombardi, an Italian physicist và nhà toán học (1924-2010).